# Вірджинія Медічі
Вірджинія Медічі (*Virginia de' Medici, 29 травня 1568 — 15 січня 1615) — герцогиня Модени і Реджо, номінальна герцогиня Феррари.

## Життєпис
Походила з династії Медічі. Донька Козімо I, великого герцога Тосканського від його другої дружини Каміли Мартеллі. Народилася у 1568 році у Флоренції. У 1570 році її батько уклав офіційний шлюб з Мартеллі водночас узаконив статус Вірджинії.
У 1574 році помер батько, а у 1575 році за наказом її зведеного брата Франческо I було запроторено до монастиря матір Вірджинії. Відтоді перебувала при дворі великого герцога Тосканського. Проте до неї було погане ставлення.
1581 року планувалося видати Вірджинію за Франческо Сфорца, графа Санта-Фйоре, але той став кардиналом. У 1586 році вона вийшла заміж за Чезаре д'Есте, сина Альфонсо, маркграфа Монтекью. У 1587 році разом з чоловіком стала маркграфинею Монтекью (після смерті батька чоловіка).
З 1596 році почали виявлятися ознаки психічного розладу. До 1598 року мешкала у Фераррі. У 1597 році після смерті Альфонса II д'Есте її чоловік Чезаре стає новим герцогом Модени, Реджіо і Ферарри. Проте у 1598 році папа римський Климент VIII ліквідував Феррарське герцогство. Після цього Вірджинія з родиною перебралася до Модени.
У 1601 році за відсутності чоловіка (деякий час мешкав в Реджіо) керувала герцогством Моденським. З 1608 році психічний розлад став все більш помітним, вона навіть вступила у конфлікт зі своїм духівником, якого у приступі намагалася побити. Після цього над герцогинею проведено сеанс ерзорцизму, але від цього її психічний стан ще більше погіршився. Після цього Вірджинія майже не залишала герцогського палацу й померла в Модені в 1615 році.

## Родина
Чоловік — Чезаре д'Есте, герцог Модени і Реджіо.
Діти:
- Джулія (1588—1645)
- Альфонсо (1591—1644), герцог Модени і Реджіо
- Луїджі (1594—1664), маркграф Монтекью
- Лаура (1594—1630), дружина Алессандро I Піко, герцога Мірандоли
- Катерина (1595—1618)
- Анжела (1597—1651), черниця-кларисінка (померла у божевільні)
- Іпполіто (1599—1647), кавалер Мальтійського ордену
- Ніколло (1601—1640), військовик у армії Священної Римської імперії
- Борсо (1605—1657), військовик
- Форесто (1606—1639), військовик